# Vernonia pulchella
Vernonia pulchella là một loài thực vật có hoa trong họ Cúc. Loài này được Small miêu tả khoa học đầu tiên năm 1898.